# Arca de l'Aliança

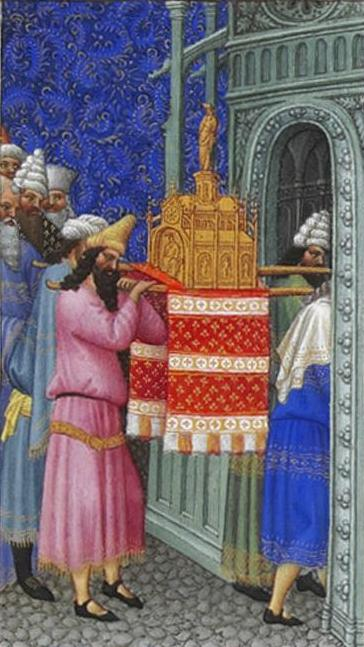
L'Arca introduint-se al Temple

L'Arca de l'Aliança (en hebreu modern: ארון הברית; en hebreu antic: אֲרוֹן הַבְּרִית; transliterat: Aron HaBrit) era un objecte sagrat de la tradició jueva, que apareix a la Bíblia; i és present igualment com objecte sagrat a l'Església Ortodoxa Etíop.

## Descripció
Es tractava d'una caixa o arca que, segons la Bíblia, contenia:
- les dues taules (els Deu Manaments) que foren escrites per Déu i donades a Moisès al Mont Sinaí
- la vara d'Aaron
- un bol ple de mannà

Es guardava al Temple de Jerusalem i es duia al front de batalla cada vegada que hi havia una guerra. L'Arca simbolitza la unió de Déu amb el poble, d'aquí prové el seu nom. Es creu que va desaparèixer amb la destrucció del temple de Jerusalem.
Segons es detalla a la Bíblia, l'Arca era feta de fusta d'acàcia negra, revestida per dins i per fora amb làmines d'or pur. Mesurava 2,5 colzes de longitud i 1,5 d'amplada i alçada (1,31 x 0,78 x 0,78 m). Una garlanda d'or la rodejava a la seua part superior. A dos costats portava fixats quatre anells d'or pels quals s'inserien dues perxes d'acàcia recobertes també d'or. Damunt la tapa de l'arca o propiciatori descansaven dos querubins, igualment daurats.
Els querubins eren dues figures alades que ben bé podrien ser, segons diverses teories, figures humanes amb el cap cobert i els braços alats o bé, segons una altra teoria, tindrien una aparença zoomòrfica, tal volta semblant a les figures descrites a la Bíblia segons la visió d'Ezequiel o bé com els bous alats assiris de Nínive o Kirubi. Aquests querubins estenien les ales amb tendència a tocar-se les puntes de manera que l'espai que quedava entre les figures i el propiciatori formés un triangle sagrat. Aquest espai obert s'anomena oracle, que la tradició explica que és per on es comunicava el déu Jahvè.
L'Arca estava situada en el sancta sanctorum, lloc més sagrat del tabernacle i, per extensió, del Temple de Jerusalem. Es considerava una manifestació física de la presència de Déu i fou un mitjà eficaç per a mantindre els jueus lluny de la idolatria. Es recorria al seu auxili en temps de guerra, des que, segons la Bíblia, les muralles de Jericó es derruïren gràcies a l'Arca, i d'aquesta manera els hebreus la pogueren conquerir.
El seu transport i cura estaven reservats als levites, descendents del patriarca Leví. Després de plantar el tabernacle, un vel la separava del santuari, i en continuar la marxa, els levites l'embolicaven en aquell vel (anomenat tentorium): una pell tenyida de blau i una altra de color jacint.
Actualment, els jueus tenen a les seves sinagogues una caixa on es guarda la Torà (anomenada Aron ha-Qodeix) i que representa l'Arca de l'Aliança, habitacle que conté la paraula de Déu.

## Història
La Bíblia indica que l'Arca fou usada a la conquesta de Canaan; Josuè s'obrí pas a través de les aigües del Jordà i durant set dies fou passejada per Jericó, que va caure després en poder dels israelites.
L'Arca era custodiada a Sió. Uns anys després, els filisteus van aconseguir prendre-la en vèncer en la batalla d'Afec en el decurs d'una de les contínues guerres que van mantenir contra els hebreus. Però només la van tenir uns mesos, ja que es va suposar que una plaga que els causà multitud de morts era obra de l'Arca. Com que cap filisteu volia apropar-s'hi i la tenien carregada damunt d'un carro, únicament van colpejar els bous que transportaven el carro i així la van deixar tornar cap a Israel. Els bous amb el carro van fer cap a Bethsames, on diversos habitants van morir mentre feien befa d'aquella imatge.
El Rei David volgué traslladar l'Arca cap a Sió, però durant el trajecte, el carro que la transportava va trontollar i Uzà, un levita, la va aguantar perquè no caigués a terra. A l'instant, l'home va morir fulminat, ja que no es podia tocar directament l'Arca. Aleshores, el rei va decidir deixar-la en aquell indret, a casa d'un home anomenat Obed-Edom. Un temps més tard, David decidí traslladar-la a la nova capital Jerusalem i organitzà unes grans festes. Es designaren els caps de les famílies levites com a portadors de l'Arca. Segons la Bíblia, aquests eren:
- Dels descendents de Quehat: Uriel i 120 parents.
- Dels descendents de Merarí: Assaià i 220 parents.
- Dels descendents de Guerxon: Joel i 130 parents.
- Dels descendents d'Elsafan: Xemaià amb 200 parents.
- Dels descendents d'Hebron: Eliel amb 80 parents.
- Dels descendents d'Uziel: Amminadab amb 112 parents.

En temps del Rei Salomó, l'Arca fou traslladada al Temple de Jerusalem, on descansaria fins que va desaparèixer pel saqueig fet per les tropes de Nabucodonosor II de Babilònia.

## Teories sobre l'Arca
Actualment existeixen diverses teories sobre la ubicació actual de l'Arca de l'Aliança. Entre elles es destaquen les més conegudes:

### Jordània
Aquesta teoria es basa en una carta enviada pels jueus de Jerusalem als d'Egipte (Macabeus, cap II, llibre II), que n'indiquen l'ocultament pel profeta Jeremies a una cova del mont Nebó. En aquest sentit, hi ha nombroses històries no provades que afirmen que possiblement hauria estat localitzada i amagada en algun lloc de Jordània.

### Etiòpia

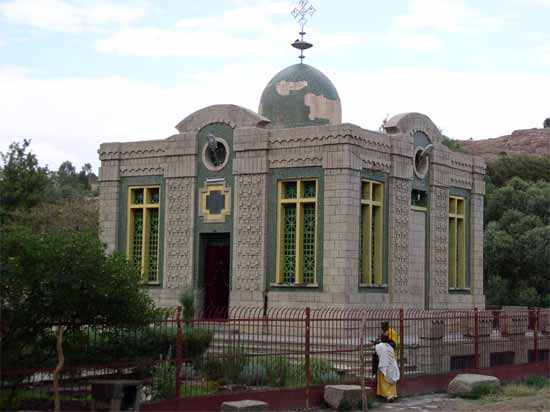
Capella de les Taules a l'Església de Nostra Senyora de Sió, que conté, segons la tradició d'Etiòpia, l'Arca de l'Aliança.

La hipòtesi de la custòdia per l'Església Ortodoxa Etíop es basa en el fet que segons la Bíblia, en temps del rei Salomó, la reina de Saba visita Jerusalem i s'estableix una relació ambigua entre ella i el monarca. La tradició africana estableix que el suposat fill de Salomó d'Israel i la reina de Saba fou el futur emperador d'Etiòpia Menelik I. Aquests relats afirmen que Menelik fou enviat a Jerusalem per la seva mare per rebre una bona educació i fer-se tan savi com el seu pare. Quan va retornar al regne de Saba (actualment Etiòpia) s'enduria l'Arca amb ell. Aquest punt és molt crític, ja que segons els jueus, és impensable que el rei Salomó regalés l'Arca al seu fill, ja que era un objecte massa sagrat per al poble d'Israel. Tot i això, hi ha altres teories, com que li regalés una còpia de l'Arca, que diposités una còpia de l'Arca al Temple de Salomó i li regalés l'original al seu fill, que existissin dues arques originals, etc.
Els relats africans afirmen que l'Arca de l'Aliança donada a Menelik fou dipositada a Elefantina, prop del riu Nil. Posteriorment, es va construir un temple a l'illa de Tana Kerqos, al llac Tana, on va restar-hi 800 anys. Aleshores fou quan el rei d'Etiòpia Ezana va decidir traslladar l'Arca a la seva nova capital d'Axum, on fou donada als monjos de l'Església de Santa Maria de Sió, lloc on encara avui dia es creu que és custodiada per uns sacerdots considerats levites descendents d'Aaron, que, tal com succeïa en l'antic judaisme, són els únics que poden entrar a la cambra de l'Arca.
Aquesta prohibició fa del tot impossible que algun científic hi pugui entrar per fer proves a la suposada Arca, però es tenen proves de l'existència d'objectes molt antics a l'interior de l'església (làmines datades al segle x aC i alguns objectes usats a Israel en aquelles centúries).
Un altre fet curiós a Etiòpia és que hi ha prop de 20.000 rèpliques de l'Arca escampades pel país, ja que és obligat que cada església tingui una còpia de l'Arca, objecte central del culte religiós.
El 1989, el periodista britànic Graham Hancock va intentar demostrar l'existència de l'Arca de l'Aliança etíop.

### Roma
Un tercer relat medieval afirmava que l'Arca fou amagada pels jueus poc abans de la deportació a Babilònia. D'aquesta manera quan pogueren retornar a Jerusalem, l'Arca fou restablerta al Temple de Salomó. Allà hi romangué fins a l'any 70, quan l'Imperi Romà va saquejar Jerusalem i en va enderrocar el Temple i les muralles.
A partir d'aquí, s'obre un ample ventall d'històries:
- Que fos traslladada a Roma, on estaria amagada en algun lloc.
- Que després de Roma fos traslladada al sud de França pels Templers.
- Que després de Roma, fos retornada a Jerusalem durant les croades, on es perdria la pista per la conquesta de Saladí.
- Que no hagués sortit mai de Jerusalem fins a l'època de les Croades, quan els Templers van instal·lar la seva seu central en el lloc on abans hi havia hagut el Temple de Salomó. Aleshores, en una excavació, haurien trobat l'Arca de l'Aliança (o el Sant Greal, segons les versions) i això els hauria donat l'immens poder que van tenir a l'edat mitjana. A partir d'aquí, algunes versions indiquen que l'haurien portat al sud de França o amagat al desert de Jordània.

## Curiositats
- La denominació Arca de l'Aliança s'aplica simbòlicament a Maria, la mare de Jesús de Natzaret, a les Lletanies lauretanes.
- La pel·lícula d'aventures A la recerca de l'arca perduda explica la descoberta de l'arca per part d'Indiana Jones, que la troba amagada prop d'Egipte.